# 莱罗斯
莱罗斯（希臘語：Λέρος），是希腊南愛琴大區卡利姆诺斯专区的市镇。行政中心为圣玛丽娜。市镇面积为74.17平方公里，2021年人口数量为7,992人。
莱罗斯市镇包括萊羅斯島及众多小岛。这些岛屿均属于佐澤卡尼索斯群島。